# 弗萊徹角
67°41′S 65°35′E / 67.683°S 65.583°E
弗萊徹角（英語：Cape Fletcher）是南極洲的海岬，位於麥克羅伯特森地，處於馬丁礁以南，在1929至1931年間被探險隊所發現，以隨隊的助理生物學家命名。